# Rebenque

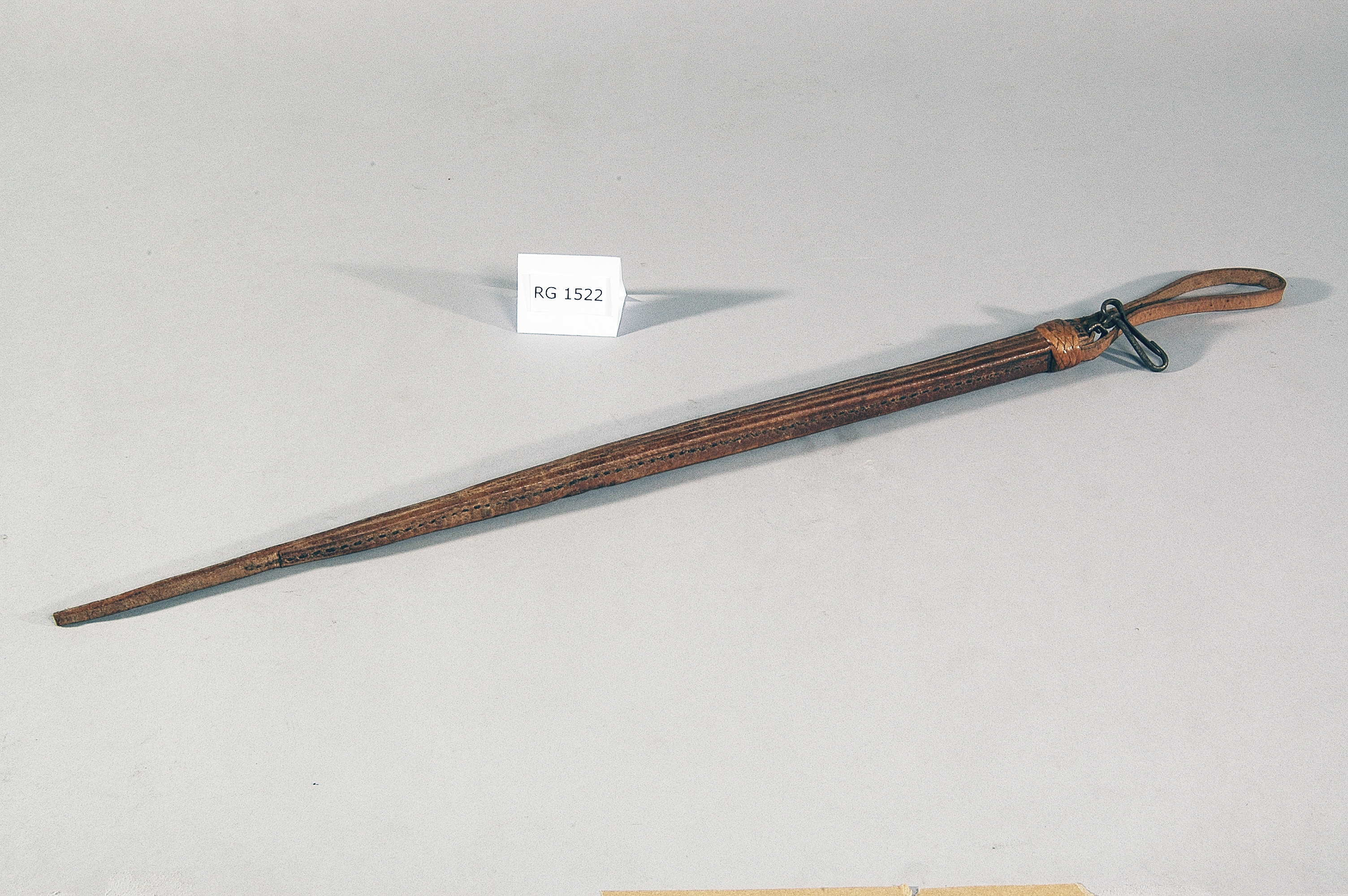
Rebenque.

El rebenque es un látigo corto utilizado por los gauchos de las llanuras de Sudamérica. Pensado principalmente para azuzar a la cabalgadura, consta de un mango de madera maciza de unos 50 cm de largo y una tralla de igual longitud y unos 5 cm de ancho, confeccionada en cuero crudo. El mango puede forrarse también, para lo cual se emplea cuero trenzado o el pene del toro, que ofrece la ventaja de no poseer costuras que lastimaran las manos en el trajín diario. Una corta correa permite engancharlo a la muñeca o al borrén de la montura.
El rebenque se empleaba asimismo como arma, supliendo al facón en los combates que no ameritaban efusión de sangre o llevado en la mano izquierda para complementar a aquel, así como para disciplina corporal en el ámbito doméstico y escolar.

## Tipos de rebenque[1]

### Rebenque clásico o de argolla
Es el tipo más primitivo, y que aún sigue siendo el predilecto para el trabajo de campo de a caballo, incluso por troperos y domadores.
Consta de: mango, azotera, argolla y manija.
El mango es de una longitud variable entre los 15 y 35 centímetros, grueso de un diámetro parejo de 3 a 4 centímetros. Generalmente de madera dura aunque también de hierro, retobado de cuero crudo, con costura doble, o bien recubierto con un trenzado o esterillado de finos tientos de potrillos, con pasadores del mismo material. El extremo superior del mango está perforado diametralmente atravesado por una gran argolla de 6 o más centímetros de diámetros. En los más sencillos esta argolla es de hierro o de bronce, en los de lujo es de metal blanco o de plata.
De esta argolla se suspende una pulsera enteriza de cuero crudo, liso o de tientos trenzados, llamada la "manija", que se sirve para colgar el rebenque de la muñeca.
La azotera, es la parte que realmente se emplea para castigar el animal.
Hay una variante del rebenque de argolla, que se hace todo en gruesos tientos de sección cuadrada, en un trenzado especial llamado caracol, cuyo mango se prolonga en una azotera también trenzada, en redondo, con una azoterita, en su extremo; se le denomina "cola de tatú".

### Rebenque común
Es un clásico, de origen europeo.
Sus partes son: cuerpo o cabo, pomo o cabeza, la manija y la azotera.
El peso, largo y ancho del mango, dependen mucho del usuario, no es lo mismo uno de hombre que uno de niño. Este rebenque es de "paquetear".
El tipo más común tiene un cabo de unos 40 a 50 centímetros y de 3 a 4 centímetros de ancho. Este cabo puede ser de madera o de metal, en cuyos casos es generalmente cubierto o retobado en cuero crudo, en víbora o en lagarto; o con un entretejido de tiento de potrillo, teniendo muchas veces un pasador central y dos virolas. A veces el cuerpo es de ballena. El pomo o cabeza es un ensanchamiento piriforme, también forrado de cuero, esterillado, o es un pomo, como de bastón, de cabeza redonda, de plata o metal blanco, con o sin aplicaciones de oro.
En el extremo superior del pomo, en su centro hay una argollita soldada u ojal por donde pasa la manija que es relativamente fina.
En los pomos de metal se suelen poner las iniciales del dueño.  

### Talero
Es una variante de trabajo del rebenque clásico. El mango es bastante largo y grueso, con una cabeza o bocha tallada en la madera y por debajo de esta, ancha y abierta en ojal, pasaba la manija, consecuentemente mucho más dura que la de los otros rebenques. La azotera, ancha y a veces más corta que el mango.
El talero, excelente para la doma, es además por su peso, una arma terrible esgrimido por la azotera.
Existen taleros, más paquetes que tienen el mango cubierto de finos esterillados de tiento de potrillo y la bocha o cabeza hacha con una bola de billar de marfil. Hay una variante del talero, muy de uso en Entre Ríos y Corrientes, llamada guacha. Es en realidad un talero de mango corto y grueso y de azotera anchísima y también muy corta.  

### Lagartos
Rebenques hechos de gruesa trenza de tiento, sin "corazón" o mango, ni azotera diferenciada, simplemente van afinando de arriba hacia el extremo y su longitud es variable, aunque solía estar entre 80 y 120 cm.. Pueden o no, tener manija.  

### Arreador
Es el principal entre los látigos y rebenques, y es el que utilizan los "jefes". Símbolo y atributo de mando. En nuestras tierras distinguió al mayordomo, al capataz, al capo o jefe de gauchos, pero, sobre todo, al caudillo, y fue, distinguido por éstos como pilcha de especial valor y predilección.
Consta esencialmente de dos partes: el mango y la trenza o azotera.
Muchas son las variantes de forma y calidad de los mangos de arreador; en términos generales, se pueden tipificar tres partes diferenciadas en el mango: la cabeza o pomo, el cuerpo, y la puntera o contera.
La cabeza es de metal, de guampa o de marfil. Las de metal o son de plata, o de plata y oro, de metal blanco o de bronce.
Los pomos de ángulos asumen las siguientes formas: cabeza de caballo; cabeza de perro; mano, mano de caballo; mujer desnuda, acostada; delfín; etc.
El cuerpo, es de madera fina, de ballena o de caña, en cuyos casos el pasador central es del mismo metal que el pomo y la puntera. A veces el cuerpo, de madera, es forrado de un esterillado de finos tientos y, con más frecuencia, de una malla de hilos de plata. En este caso el pomo, el pasador y la puntera, son de ese mismo metal con aplicaciones de oro.
La contera, o puntera, en material y diseño, o gusto, hace juego con el pomo y con el pasador central. Es un tubito coniforme que cubre el extremo distal del mango y que remata en una argolla donde se prende, mediante una presilla, la trenza o azotera.
La trenza o azotera del arreador consta de tres partes bien diferenciadas: la yapa o prendedor, la trenza y la azotera.
El prendedor o yapa consta de una presilla con un botón de metal o de tiento que sirve para prender a la argolla terminal de la puntera del mango, y un tramo de trenza redonda, de tientos, rematado en otra argolla. La trenza que arranca de la argolla de la yapa, es también trenza redonda y termina en otra argolla de metal. De esta arranca una guasquita que es la verdadera azotera, llamada azoterita.
- Datos: Q7302121
- Multimedia: Rebenque / Q7302121